# Márcia Eufêmia
Márcia Eufêmia (português brasileiro) ou Márcia Eufémia (português europeu) foi uma imperatriz-consorte romana do ocidente e esposa do imperador Antêmio.

## Família
Márcia Eufêmia era a única filha conhecida do imperador romano do Oriente Marciano, mas não se sabe o nome de sua mãe. Sua madrasta foi a imperatriz Élia Pulquéria, a segunda esposa de seu pai. O casamento deles era apenas uma aliança política para trazer Marciano para a Dinastia teodosiana, uma vez Pulquéria havia feito um voto de castidade.
Evágrio Escolástico cita Prisco de Pânio, afirmando que Marciano era "um trácio de nascimento e filho de um militar. Em sua ânsia de seguir o estilo de vida de seu pai, ele partiu para Filipópolis, onde ele poderia se alistar nas legiões". Porém, Teodoro Lector conta que Marciano era ilírio.

## Casamento
Acredita-se que o casamento de Eufêmia com Antêmio tenha ocorrido em 453. Seu novo marido era filho de Procópio, mestre dos dois exércitos (magister utriusque militiae) do Império Romano do Oriente entre 422 e 424. De acordo com Sidônio Apolinário, o mestre dos soldados era um descendente homônimo de Procópio, que tentou usurpar o trono entre 365 e 366.
Pai e filho eram considerados descendentes de Artemísia que, por volta de 380, foi mencionada por João Crisóstomo como sendo a viúva de um usurpador romano que empobreceu depois do fracasso de sua revolta. Na época que João a mencionou, Artemísia vivia como uma mendiga cega. Zósimo relata que Procópio morreu deixando esposa e filhos, o que dá força à possível identificação com Artemísia. A referência de Crisóstomo vem de sua "Epístola à viúva": "Diz-se também que Artemísia, que era esposa de um homem de grande reputação por ter tentado também usurpar o trono, foi reduzida a esta mesma condição de pobreza e também à cegueira; pois o tamanho de seu desespero e a abundância de suas lágrimas destruíram sua vista; e agora ela precisa que outros a guiem pela mão e a levem para as portas dos outros para que consiga obter até mesmo sua comida".
O avô materno de Antêmio, seu homônimo Antêmio, prefeito pretoriano do oriente e regente de facto do Império Romano do Oriente durante o final do reinado de Arcádio e nos primeiros anos de Teodósio II. Ele é mais conhecido por ter construído o primeiro trecho da famosa Muralha de Teodósio.
Depois do casamento, Antêmio foi nomeado conde dos assuntos militares e enviado para fortificar a fronteira do Danúbio, ainda em convulsão depois da morte de Átila, o Huno. Ele retornou para Constantinopla em 454 e foi recompensado por Marciano com os títulos de mestre dos soldados e patrício. Ele serviu ainda como co-cônsul com Valentiniano em 455. Os historiadores interpretam esta lista de honrarias como significando que Marciano estava preparando seu genro para uma elevação à dignidade imperial. João Malalas afirma que Marciano chegou a nomear Antêmio imperador do Império Romano do Ocidente, mas o fato é considerado um anacronismo do cronista,

## Morte de Marciano
Em janeiro de 457, Marciano morreu de uma enfermidade, supostamente uma gangrena, e deixou Eufêmia e Antêmio. Com a morte do pai, Eufêmia deixou de ser parte da família imperial. Antêmio continuou a servir como mestre dos soldados sob Leão e atribui-se a ele a derrota do rei ostrogótico Valamiro (r. 447–465) em 459/462, que invadira o Império Bizantino no final da década de 450 ao lado de seus irmãos Videmiro e Teodomiro com o cessar dos subsídios imperiais aos ostrogodos panônios. No inverno de 466-467, acredita-se que também tenha derrotado Hormídaco, um líder dos hunos que havia invadido a Dácia.

## Imperatriz-consorte
De acordo com Prisco, Geiserico, o rei dos vândalos já vinha liderando raides anuais na Sicília e na Itália desde o saque de Roma em 455. Ele também havia conseguido anexar diversas cidades ao seu reino e pilhar outras. Mas uma década depois as duas províncias ocidentais "haviam ficado desertas, sem homens e sem dinheiro", incapazes de oferecer mais oportunidades de saques para os vândalos. Ele expandiu seus raides e passou a pilhar as regiões da Ilíria, Peloponeso, Grécia Central e "todas as ilhas que estavam ali perto". Leão teve que lidar com a nova ameaça e decidiu colocar um imperador no ocidente para enfrentar Geiserico, uma vez que o trono estava vago desde a morte de Líbio Severo em 465.
Leão escolheu Antêmio para ser seu novo colega imperador. Ele seguiu para Roma com um exército comandado por Marcelino, o mestre dos soldados da Dalmácia, e foi proclamado imperador em 12 de abril de 467. Cassiodoro afirma que o evento ocorreu no terceiro miliário a partir de Roma, um lugar que ele chamou de "Brontotas", enquanto Hidácio diz que foi no oitavo. Já Conde Marcelino menciona a proclamação, mas não diz onde teria ocorrido. Eufêmia foi representada como augusta nas moedas romanas de c. 467 até 472. Porém, seu papel como imperatriz só é confirmado por estas evidências arqueológicas, uma vez que as fontes literárias não a citam mais a partir do momento que Antêmio se mudou para a Itália.
De acordo com a fragmentada crônica de "João de Antioquia", um monge do século VII que já foi tentativamente identificado como sendo João de Sedre, um patriarca ortodoxo sírio de Antioquia entre 641 e 648 em 472, Antêmio foi assassinado durante uma guerra civil, mas não se sabe o destino de Eufêmia.

## Filhos
Eufêmia e Antêmio tiveram cinco filhos conhecidos, uma menina e quatro meninos:
- Alípia era a esposa de Ricimero.
- Antemíolo
- Marciano, que se casou com Leôncia, filha caçula de Leão I, o Trácio com Élia Verina. Eles lideraram uma revolta fracassada contra Zenão em 478-479 e acabaram exilados na Isáuria.[6]
- Procópio Antêmio
- Rômulo